# Unoproston
Unoproston je prostaglandinski analog. Njegov izopropilni estar, unoproston izopropil, je u prodaji pod imenom Rescula (kapi za oči, 0.15%) za kontrolu glaukoma otvorenog ugla i okularne hipertenzije.

## Spoljašnje veze
|  | Molimo Vas, obratite pažnju na važno upozorenje u vezi sa temama iz oblasti medicine (zdravlja). |